# Анна Гогенштауфен
Анна Гогенштауфен (урожд. Констанция; 1230 — апрель 1307, Валенсия) — никейская императрица в браке с Иоанном III Дукой Ватацем. Дочь императора Священной Римской империи Фридриха II и Бьянки Ланчии.

## Биография
Констанция вышла замуж за никейского императора Иоанна III Дуку Ватаца в рамках союза между её отцом и будущим мужем. Некоторые историки считают альянс результатом их общей враждебности к Ватикану. Брак состоялся в 1244 году; это записано в летописях Георгия Акрополита и Георгия Пахимера. Констанция после свадьбы взяла имя Анна. Ей было всего 14 лет, и в Никее её сопровождала гувернантка Марчеса делла Фрикка. По словам Георгия Акрополита, гувернантка стала любовницей Иоанна III и её «соперницей в любви».
Со временем Марчеса стала оказывать значительное влияние при дворе. Никифор Влеммид назвал её «соперницей императрицы». Однако враждебность Влеммида привела к покушению её обожателей на его жизнь. Влеммид выжил, и Марчеса потеряла благосклонность Иоанна III, который отослал её от двора. Рассказ Влеммида был позже включён в его автобиографию.
Констанция оставалась императрицей до смерти своего мужа 3 ноября 1254 года. Следующим императором стал Феодор II Ласкарис. К тому времени её отец Фридрих II уже умер. Пахимер пишет о её пребывании в Никее во времена правления Феодора II (1254—1258) и её пасынка Иоанна IV Ласкариса (1259—1261). Историк Элис Гарднер предположила, что она была всё ещё полезна в качестве заложницы против остальных членов дома Гогенштауфенов, особенно её брата Манфреда Сицилийского.
Иоанн IV был несовершеннолетним во время своего короткого правления. Его регентом и соправителем был Михаил VIII Палеолог, который полностью устранил Иоанна IV от власти. После того, как никейцы вернули Константинополь и восстановили Византийскую империю, Михаил сверг Иоанна IV, а затем ослепил его. По словам Пахимера, примерно в это время Михаил влюбился в Анну и попытался на ней жениться, но вдовствующая императрица отвергла его. Михаил хотел заключить союз с Манфредом, но с отказом Анны, гневом его собственной жены и угрозой церковного осуждения со стороны патриарха Арсения Михаил не стал упорствовать. Анне были вручены великолепные подарки, и ей было разрешено отбыть на Сицилию в 1263 году. Этот жест обеспечил освобождение генерала Михаила, Алексея Стратигопула, который был захвачен деспотом Эпира Михаилом II Комнином Дукой.
Вновь известная под именем Констанция, она присоединилась ко двору Манфреда. Когда он был убит в битве при Беневенто (1266) и его преемником стал победивший Карл I Анжуйский, Констанция бежала из Сицилии в Арагон, где её племянница — дочь Манфреда Констанция — была супругой кронпринца Педро. Некоторое время она оставалась при дворе короля Хайме I Арагонского, но в конце концов удалилась в монастырь в Валенсии, где и умерла.